# Биолуминесценция
Биолуминесценцията е процес на излъчване на светлина от жив организъм. Най-общо излъчването на светлина е резултат от взаимодействието на две различни химични вещества – луциферин, това което произвежда светлината, и луцифераза – ензим, който катализира реакцията. Обикновено процесът изисква наличието на други вещества като кислород или аденозинтрифосфат.
Химичната реакция може да се появи както вътре, така и извън клетката. Биолуминисценцията е форма на хемолуминисценция, като по-малко от 20% от светлината отдава термална радиация. Тя не бива да се бърка с флуоресценцията, фосфоресценцията или отразената светлина.
Около 90% от дълбоководните форми на живот произвеждат биолуминисценция под една или друга форма. Повечето светлинни излъчвания принадлежат на синия или зеления спектър на светлината, някои свободно-челюстни риби излъчват червена и инфрачервена светлина. Неморската биолуминисценция е по-рядко срещана, но има голямо разнообразие от цветове.
Органите, които излъчват светлината, се наричат фотофори.